# Literaturjahr 1936
Liste der Literaturjahre

◄ | 1932 | 1933 | 1934 | 1935 | Literaturjahr 1936 | 1937 | 1938 | 1939 | 1940 | ►

Weitere Ereignisse

## Ereignisse

### Ereignisse in Deutschland
- 19. Dezember: Die Philosophische Fakultät der Universität Bonn erkennt Thomas Mann die Ehrendoktorwürde ab, nachdem er vom Deutschen Reich ausgebürgert worden ist.

### Prosa

#### Deutschsprachige Literatur
- Joseph Roth verfasst Beichte eines Mörders, erzählt in einer Nacht über einen Spitzel des zaristischen Geheimdienstes Ochrana.
- Die Novelle Der Baron Bagge von Alexander Lernet-Holenia erscheint.
- Von dem evangelischen Pfarrer und Schriftsteller Artur Brausewetter erscheinen die beiden Romane Ein jeder treibt's, wie er kann und Tore öffnen sich – zwei von insgesamt rund 50 Romanen, die er in seinem Leben verfasste.

#### Englischsprachige Literatur
- Januar: Daphne du Maurier veröffentlicht den Roman Jamaica Inn, der von einem Aufenthalt im gleichnamigen Gasthaus in Cornwall inspiriert ist. Das Werk wird 1939 von Alfred Hitchcock unter demselben Namen verfilmt.
- 30. Juni: Margaret Mitchells Roman Vom Winde verweht (Gone With the Wind) erscheint. Im folgenden Jahr erhält sie dafür den Pulitzer-Preis.

- Der Roman Absalom, Absalom! von William Faulkner erscheint.
- Agatha Christie veröffentlicht die Romane The A.B.C. Murders, Cards on the Table und Murder in Mesopotamia.
- Ernest Hemingway veröffentlicht die Kurzgeschichte The Snows of Kilimanjaro.
- Von H. P. Lovecraft erscheint erstmals die Novelle The Shadow Out of Time.
- Von Arthur W. Upfield erscheint der Kriminalroman Wings Above the Diamantina.

#### Übersetzungen
- Von Trygve Gulbranssen erscheint auf Deutsch der Roman Das Erbe von Björndal.
- Von John Masefield erscheint auf Deutsch der Roman Der goldene Hahn.
- Die sieben Säulen der Weisheit von T. E. Lawrence erscheinen auf Deutsch.

### Lyrik
- Im Atrium Verlag in der Schweiz erscheint Erich Kästners Gedichtsammlung Doktor Erich Kästners Lyrische Hausapotheke.

### Drama
- 16. Februar: Die Kabale der Scheinheiligen von Michail Bulgakow erlebt ihre Premiere im Moskauer Künstlertheater. Das Stück wird nach sieben Aufführungen am 9. März verboten.
- 13. Mai: Nach der Generalprobe der Komödie Iwan Wassiljewitsch von Michail Bulgakow im Moskauer Satiretheater wird das Stück verboten und erlebt erst 1967/1968 seine ersten Aufführungen.
- Es entstehen die Libretti Minin und Poscharski sowie Das Schwarze Meer von Michail Bulgakow.
- Juni: Zwei Monate vor seinem gewaltsamen Tod vollendet Federico García Lorca das Werk Bernarda Albas Haus (La Casa de Bernarda Alba) über die Rolle der Frau und ihre Unterdrückung im Spanien der 1930er Jahre.
- 13. November: In Wien wird unter dem Titel Liebe, Pflicht und Hoffnung Ödön von Horváths Schauspiel Glaube Liebe Hoffnung uraufgeführt.

### Kinderliteratur
- Ballet Shoes von Noel Streatfeild erscheint.
- The Story of Ferdinand von Munro Leaf erscheint.

### Comic

Logo der frühen Phantom-Comics

- 17. Februar: Die erste Folge des Comicstrips Phantom von Lee Falk wird durch das King Features Syndicate in New York City veröffentlicht.

- Der Band Le Lotus bleu aus der Serie Les aventures de Tintin von Hergé erscheint in Belgien in schwarzweiß erstmals.

### Periodika
- April: Die drei Anarchistinnen Lucía Sánchez Saornil, Mercedes Comaposada und Amparo Poch y Gascón gründen die anarchafeministische Zeitschrift Mujeres Libres. Die erste Ausgabe erscheint im Mai. Sämtliche Artikel stammen von Frauen. Lediglich für das Design und Layout der Zeitschrift ist Baltasar Lobo, der Lebensgefährte von Mercedes Comaposada, zuständig.
- Henry Luce gründet in New York das Life Magazine für Fotojournalismus.

### Wissenschaftliche Werke
- Juli: Der deutsche Oberingenieur und Erfinder Engelbert Zaschka veröffentlicht eine der ersten in deutscher Sprache verfassten Schriften über das Wesen des Hubschraubers mit dem Titel Drehflügelflugzeuge. Trag- und Hubschrauber.
- John Maynard Keynes’ The General Theory of Employment, Interest and Money (Allgemeine Theorie der Beschäftigung, des Zinses und des Geldes) erscheint in Großbritannien.

### Preisverleihungen
- Julius-Reich-Preis: Fritz Brainin und Hans Leb
- Nobelpreis für Literatur: Eugene O’Neill
- Pulitzer Prize for the Novel: Harold L. Davis
- Pulitzer-Preis/Theater: Robert E. Sherwood
- Pulitzer-Preis/Dichtung: Robert P. T. Coffin

### Olympische Spiele
- 01. bis 16. August: Bei den Olympischen Sommerspielen in Berlin werden wieder Kunstwettbewerbe ausgetragen. Der Deutsche Felix Dhünen erhält die lyrische Goldmedaille für sein Werk Der Läufer. Der Finne Urho Karhumäki wird mit Im freien Wasser epischer Goldmedaillengewinner.

## Geboren

### Januar bis März
- 08. Januar: Georgi Danailow, bulgarischer Schriftsteller († 2017)
- 09. Januar: Agnès Rouzier, französische Schriftstellerin († 1981)
- 09. Januar: Anne Rivers Siddons, US-amerikanische Schriftstellerin († 2019)
- 11. Januar: Peter Rohs, deutscher Philosoph
- 14. Januar: H. G. Francis, deutscher Science-Fiction-Autor († 2011)
- 17. Januar: Elmar Podlech, deutscher Schriftsteller und Hörspielautor († 2008)
- 19. Januar: Peter Abraham, deutscher Schriftsteller († 2015)
- 28. Januar: Ismail Kadare, albanischer Schriftsteller († 2024)

- 01. Februar: Klaus Held, deutscher Philosoph
- 18. Februar: Jean M. Auel, US-amerikanische Schriftstellerin
- 24. Februar: Ferit Edgü, türkischer Lyriker, Schriftsteller und Essayist († 2024)
- 26. Februar: Adem Demaçi, albanischer Schriftsteller und Unabhängigkeitskämpfer († 2018)
- 28. Februar: Horst Petri, deutscher Psychoanalytiker und Essayist († 2022)
- 29. Februar: Sharon Webb, US-amerikanische Schriftstellerin († 2010)

- 04. März: Aribert Reimann, deutscher Komponist zahlreicher Literaturopern und -ballette († 2024)
- 07. März: Georges Perec, französischer Schriftsteller († 1982)
- 15. März: Francisco Ibáñez, spanischer Comiczeichner († 2023)
- 23. März: Wolfgang Fritz Haug, deutscher Philosoph
- 28. März: Mario Vargas Llosa, peruanischer Schriftsteller († 2025)
- 29. März: Renato Arlati, Schweizer Schriftsteller († 2005)
- 31. März: Marge Piercy, US-amerikanische Schriftstellerin und Feministin

### April bis Juni
- 03. April: Carl Pietzcker, deutscher Literaturwissenschaftler († 2024)
- 06. April: Shin Kyong-nim, südkoreanischer Lyriker († 2024)
- 12. April: Øystein Lønn, norwegischer Schriftsteller († 2022)
- 13. April: Choi In-hun, südkoreanischer Schriftsteller († 2018)
- 17. April: Siegfried Schmidt-Joos, deutscher Musik- und Kulturjournalist († 2025)
- 22. April: C. D. B. Bryan, US-amerikanischer Autor und Journalist († 2009)
- 23. April: Adelheid Duvanel, Schweizer Schriftstellerin († 1996)
- 23. April: Ernst Eggimann, Schweizer Schriftsteller († 2015)
- 23. April: Peter Horst Neumann, deutscher Lyriker, Essayist und Literaturwissenschaftler († 2009)
- 27. April: John Burningham, britischer Kinderbuchautor und -illustrator († 2019)
- 28. April: Wiktor Sosnora, sowjetischer bzw. russischer Lyriker, Schriftsteller und Dramatiker († 2019)
- 29. April: Alejandra Pizarnik, argentinische Dichterin († 1972)

- 08. Mai: Kazuo Koike, japanischer Mangaka († 2019)
- 10. Mai: Manfred Riedel, deutscher Philosoph († 2009)
- 11. Mai: Ulrich Berkes, deutscher Dichter und Schriftsteller († 2022)
- 12. Mai: Manuel Alegre, portugiesischer Dichter
- 15. Mai: Ralph Steadman, britischer Autor, Illustrator, Cartoonist und Karikaturist
- 17. Mai: Lars Gustafsson, schwedischer Schriftsteller († 2016)
- 20. Mai: Gerhard Paul, Redemptorist und Autor Neuer Geistlicher Lieder († 1994)
- 22. Mai: M. Scott Peck, US-amerikanischer Psychiater, Psychotherapeut und Schriftsteller († 2005)
- 26. Mai: Marie Rouanet, französisch-okzitanische Schriftstellerin
- 27. Mai: Bernard Epin, französischer Schriftsteller und Literaturkritiker († 2020)
- 27. Mai: Sibylle Wirsing, deutsche Journalistin, Theaterkritikerin und Biografin
- 30. Mai: Peter Dehoust, deutscher Publizist und Herausgeber († 2020)

- 02. Juni: Egon Gramer, deutscher Germanist und Schriftsteller († 2014)
- 03. Juni: Heinrich Hugendubel, deutscher Buchhändler († 2005)
- 03. Juni: Larry McMurtry, US-amerikanischer Schriftsteller und Drehbuchautor († 2021)
- 09. Juni: T. Alan Broughton, US-amerikanischer Dichter und Romanautor († 2013)
- 13. Juni: Christian Meyer-Oldenburg, deutschsprachiger Science-Fiction-Autor († 1990)
- 17. Juni: Jude Wanniski, US-amerikanischer politischer Ökonom, Publizist und Journalist († 2005)
- 20. Juni: Enn Vetemaa, estnischer Dichter, Schriftsteller und Dramatiker († 2017)
- 23. Juni: Richard Bach, US-amerikanischer Schriftsteller
- 25. Juni: Rexhep Qosja, albanischer Schriftsteller, Literatur- und Kulturwissenschaftler
- 28. Juni: Tom Drake, kanadischer Singer-Songwriter, Drehbuchautor und Regisseur († 2008)
- 28. Juni: Gisela Kraft, deutsche Schriftstellerin und literarische Übersetzerin († 2010)
- 30. Juni: Assia Djebar, algerische Schriftstellerin, Regisseurin, Historikerin und Hochschullehrerin († 2015)

### Juli bis September
- 01. Juli: Jürgen Breest, deutscher Schriftsteller († 2023)
- 07. Juli: Henri Gougaud, französischer Schriftsteller, Essayist und Chansonier († 2024)
- 11. Juli: Hanns Kneifel, deutscher Schriftsteller († 2012)
- 20. Juli: Alistair MacLeod, kanadischer Schriftsteller († 2014)
- 23. Juli: Éric Hazan, französischer Autor, Verleger und Chirurg († 2024)
- 25. Juli: Karin Johannsen-Bojsen, dänisch-deutsche Schriftstellerin
- 28. Juli: Milan Uhde, tschechischer Schriftsteller und Politiker
- 31. Juli: Ignácio de Loyola Brandão, brasilianischer Schriftsteller

- 05. August: Nikolai Baturin, estnischer Schriftsteller, Dichter und Dramatiker († 2019)
- 07. August: Gregor M. Lepka, österreichischer Dichter und Schriftsteller († 2016)
- 09. August: Wilhelm Dupré, deutscher Religionsphilosoph († 2024)
- 10. August: Barbara von Wulffen, deutsche Autorin († 2021)
- 11. August: Rolf Krenzer, deutscher Kinderbuchautor und Musicalkomponist († 2007)
- 13. August: Yang Seok-il, japanischer Schriftsteller († 2024)
- 14. August: Arwed Bouvier, deutscher Schriftsteller, Bibliothekar und Germanist († 2012)
- 17. August: Tsegaye Gabre-Medhin, äthiopischer Schriftsteller († 2006)
- 19. August: Jürgen Kreuzhage, deutscher Verleger und Verlagsfunktionär
- 24. August: A. S. Byatt, britische Schriftstellerin († 2023)
- 27. August: Kaj Fölster, schwedische Schriftstellerin und Politikerin
- 27. August: Philippe Labro, französischer Schriftsteller, Journalist und Filmemacher († 2025)
- 31. August: Fabrizia Ramondino, italienische Schriftstellerin († 2008)

- 01. September: Clemens Mettler, Schweizer Schriftsteller († 2020)
- 06. September: Anne Cuneo, Schweizer Schriftstellerin († 2015)
- 15. September: Jurij Koch, sorbischer Schriftsteller
- 15. September: Lothar Warneke, deutscher Regisseur und Drehbuchautor († 2005)
- 18. September: Bahman Nirumand, iranisch-deutscher Germanist, Iranist und Autor
- 20. September: Paulus Böhmer, deutscher Lyriker († 2018)
- 20. September: Andrew Davies, britischer Lehrer, Schriftsteller und Drehbuchautor
- 25. September: August Kühn, deutscher Schriftsteller († 1996)
- 29. September: Silviano Santiago, brasilianischer Schriftsteller

### Oktober bis Dezember
- 04. Oktober: Christopher Alexander, US-amerikanischer Architekt, Architekturtheoretiker und Buchautor († 2022)
- 04. Oktober: Cynthia McLeod, surinamische Schriftstellerin
- 05. Oktober: Václav Havel, tschechischer Schriftsteller, Politiker († 2011)
- 05. Oktober: Dietmar Kamper, deutscher Philosoph, Schriftsteller und Kultursoziologe († 2001)
- 07. Oktober: Joanna Glass, kanadische Schriftstellerin
- 11. Oktober: Jürgen Mittelstraß, deutscher Philosoph
- 12. Oktober: Frederick Nnabuenyi Ugonna, nigerianischer Linguist und Literaturwissenschaftler († 1990)
- 13. Oktober: Christine Nöstlinger, österreichische Schriftstellerin († 2018)
- 14. Oktober: Jürg Schubiger, Schweizer Psychologe und Schriftsteller († 2014)
- 14. Oktober: Hermann Wischnat, deutscher Lyriker († 2018)
- 22. Oktober: Jacques Berndorf, deutscher Schriftsteller († 2022)
- 22. Oktober: John Blashford-Snell, britischer Forschungsreisender und Autor
- 22. Oktober: Peter Cook, britischer Architekt und Autor
- 22. Oktober: Wolfgang Sieg, deutscher Schriftsteller († 2015)
- 23. Oktober: Philip Kaufman, US-amerikanischer Regisseur und Drehbuchautor

- 06. November: Heinz Rölleke, deutscher Philologe und Erzählforscher († 2023)
- 06. November: K. Schippers, niederländischer Dichter, Schriftsteller und Essayist († 2021)
- 08. November: Klaus Borrmann, deutscher Forstmann, Heimatforscher und Autor
- 09. November: Jeffrey L. Sammons, US-amerikanischer Literaturwissenschaftler und Heine-Spezialist († 2021)
- 12. November: Lucia Berlin, US-amerikanische Schriftstellerin († 2004)
- 17. November: Dalia Rabikovich, israelische Dichterin und Friedensaktivistin († 2005)
- 19. November: Wolfgang Jeschke, deutscher Schriftsteller und SF-Herausgeber († 2015)
- 20. November: Don DeLillo, US-amerikanischer Schriftsteller
- 23. November: Mats Traat, estnischer Dichter, Schriftsteller und Übersetzer († 2022)
- 25. November: William McIlvanney, britischer Schriftsteller († 2015)
- 28. November: Philippe Sollers, französischer Schriftsteller († 2023)
- 29. November: Gerti Tetzner, deutsche Schriftstellerin

- 03. Dezember: Lothar Gall, deutscher Historiker und Biograf († 2024)
- 04. Dezember: Renate Nagel, deutsch-schweizerische Verlagslektorin und Verlegerin († 2023)
- 05. Dezember: Lewis Nkosi, südafrikanischer Schriftsteller († 2010)
- 07. Dezember: Michel Arrivé, französischer Linguist und Schriftsteller († 2017)
- 08. Dezember: Maja Beutler, Schweizer Schriftstellerin und Dramatikerin († 2021)
- 09. Dezember: Abraham B. Jehoshua, israelischer Schriftsteller († 2022)
- 10. Dezember: Ara Baliozian, armenischer Schriftsteller († 2019)
- 27. Dezember: Fritz R. Glunk, deutscher Literaturwissenschaftler und Publizist († 2021)
- 28. Dezember: Engelbert Obernosterer, österreichischer Schriftsteller
- 29. Dezember: Jo Pestum, deutscher Schriftsteller und Filmautor († 2020)

### Genaues Datum unbekannt
- Francisco Asensi, spanischer Schriftsteller († 2013)
- Mbaye Gana Kébé, senegalesischer Schriftsteller († 2013)
- Reiner Tetzner, deutscher Autor
- Vagelis Tsakiridis, deutsch-griechischer Schriftsteller und Übersetzer

## Gestorben

### Todestag gesichert
- 18. Januar: Rudyard Kipling, britischer Schriftsteller, Journalist und Nobelpreisträger (* 1865) Kiplings Original-Grabstein

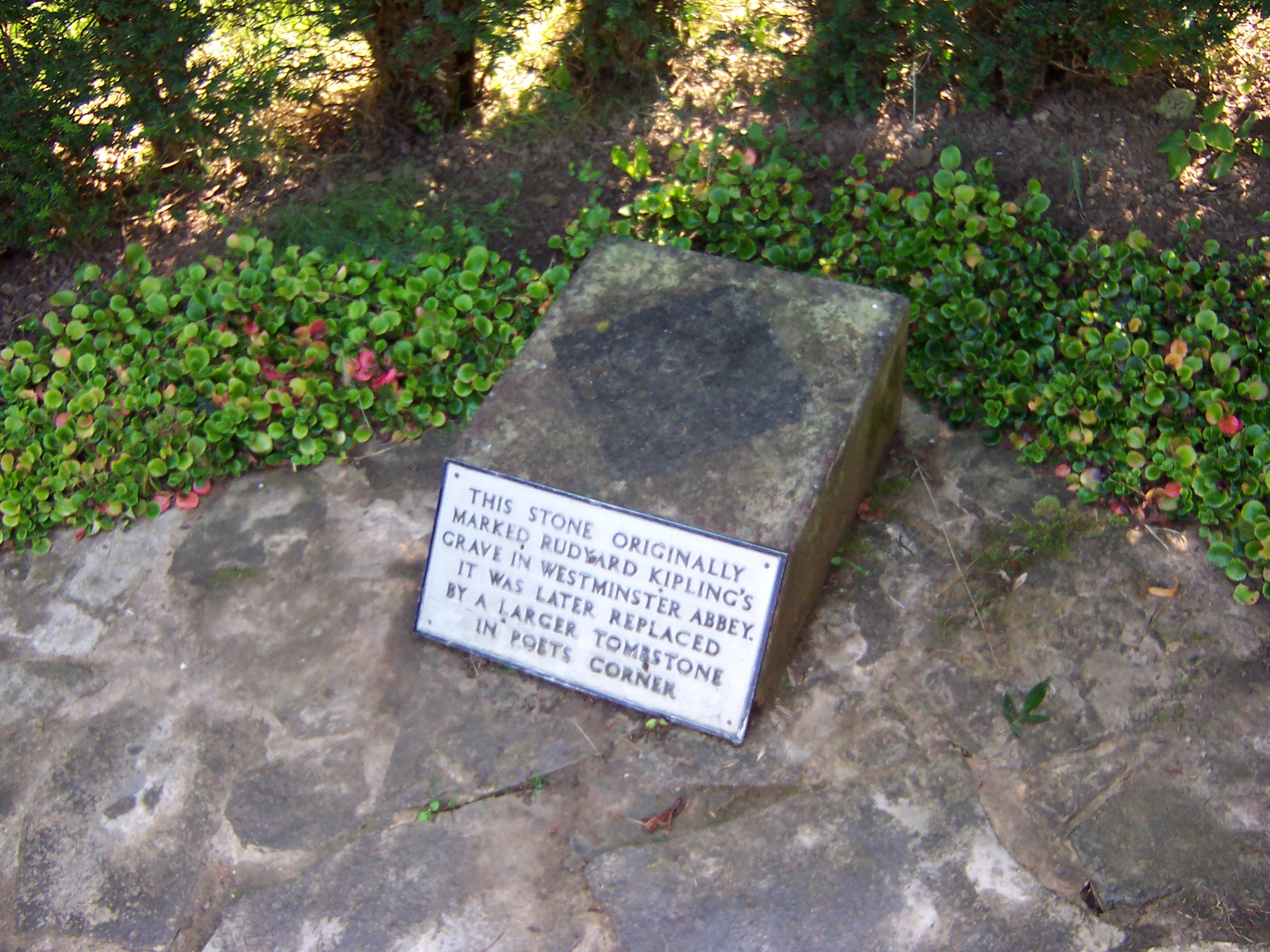
Kiplings Original-Grabstein

- 10. Februar: May French Sheldon, US-amerikanische Forschungsreisende und Autorin (* 1847)

- 09. März: Eduard Stucken, deutscher Schriftsteller (* 1865)
- 20. März: Justin Huntly McCarthy, irischer Schriftsteller (* 1860)
- 20. März: Eduard Oskar Püttmann, deutscher Schriftsteller (* 1880)

- 12. Juni: Karl Kraus, österreichischer Schriftsteller (* 1874) Gedenktafel an Kraus’ Wohnhaus in Wien

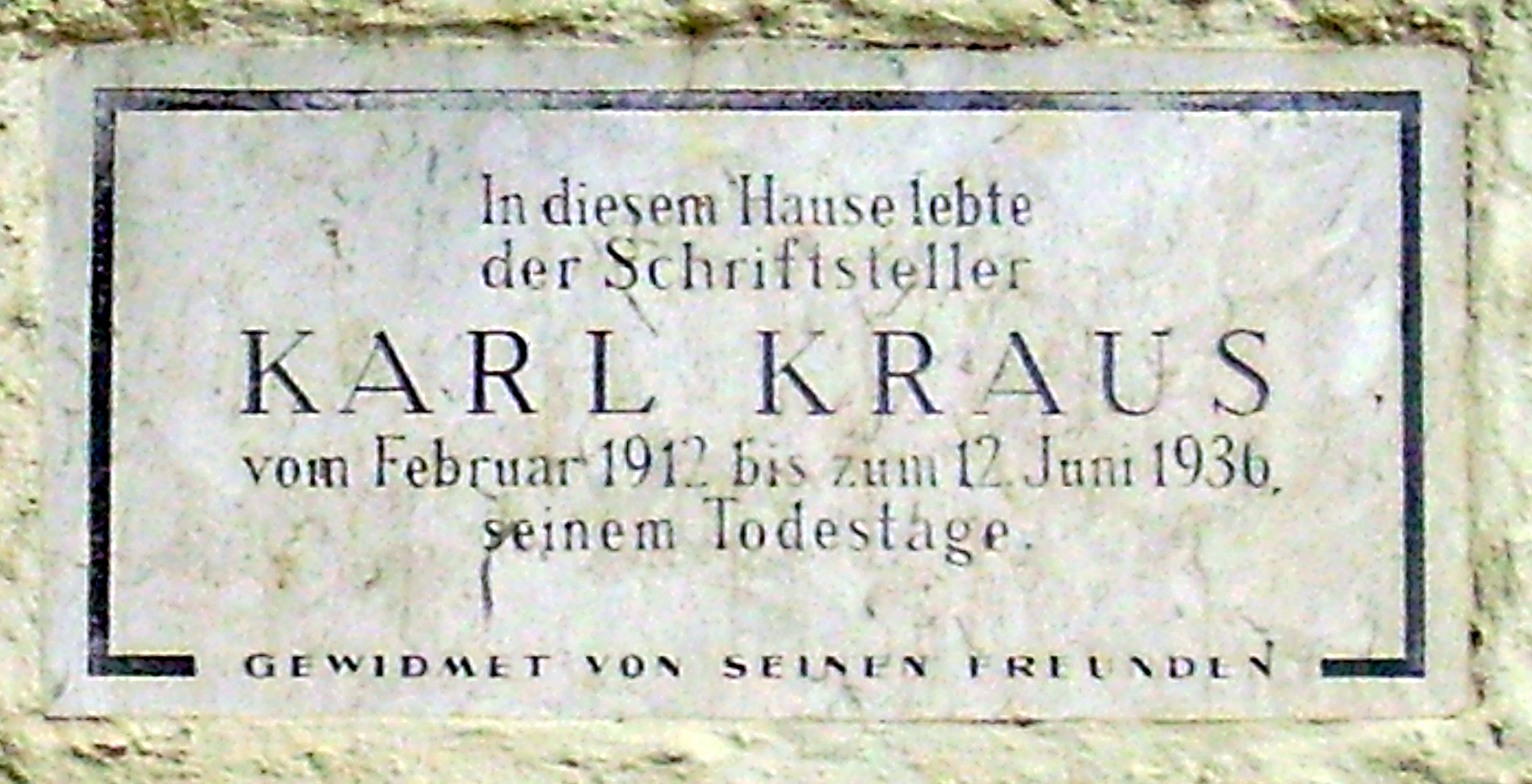
Gedenktafel an Kraus’ Wohnhaus in Wien

- 14. Juni: Gilbert Keith Chesterton, britischer Schriftsteller (* 1874)
- 18. Juni: Maxim Gorki, russischer Schriftsteller und Dramatiker (* 1868)
- 18. Juni: Heinrich Lersch, deutscher Arbeiterdichter (* 1889)
- 27. Juni: Suzuki Miekichi, japanischer Roman- und Kinderbuchautor (* 1882)
- 28. Juni: Alexander Berkman, Anarchist und Schriftsteller (* 1870)

- 25. Juli: Heinrich Rickert, deutscher Philosoph (* 1863)
- 15. August: Grazia Deledda, italienische Schriftstellerin (* 1875) Grab Grazia Deleddas

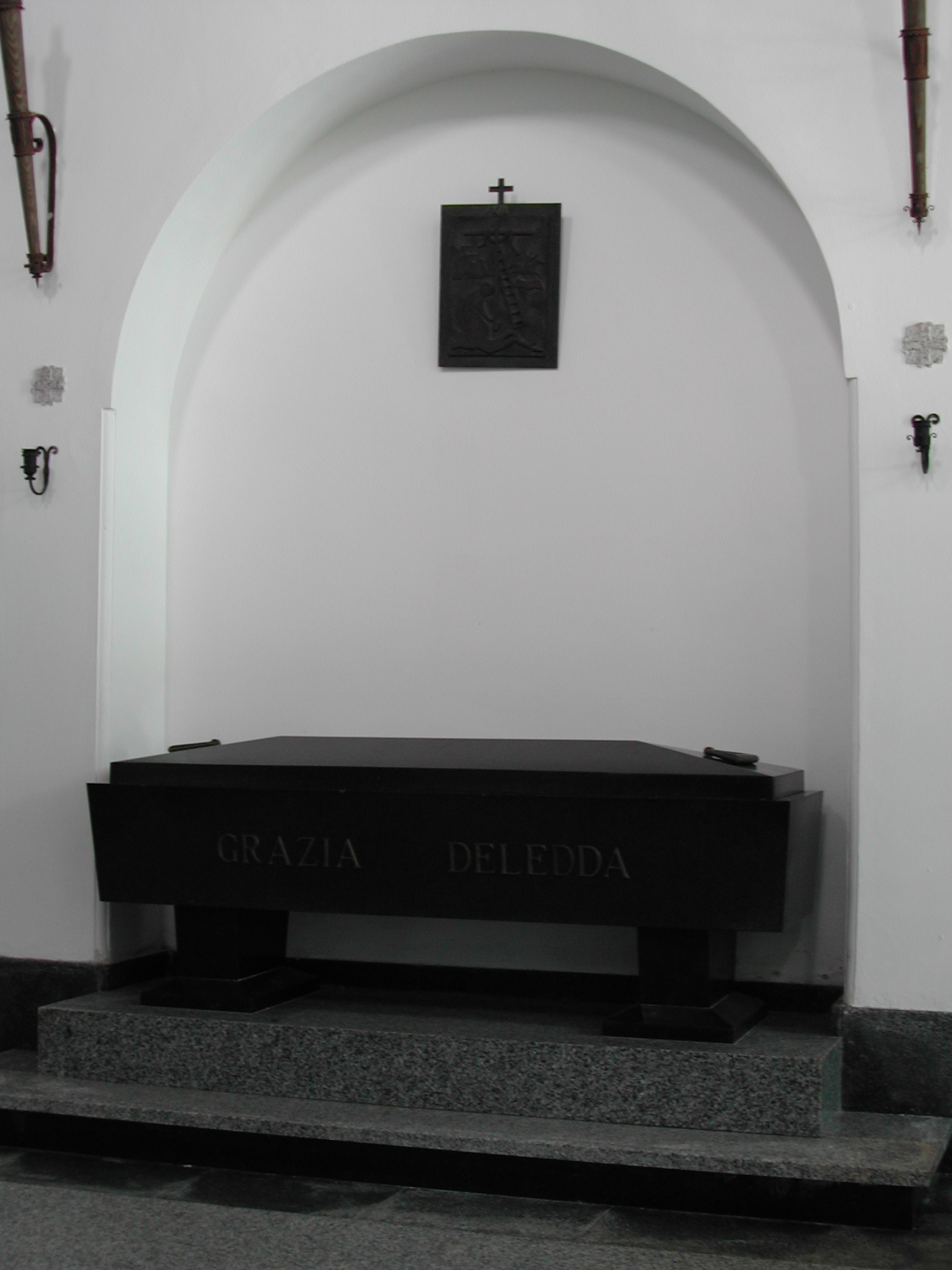
Grab Grazia Deleddas

- 19. August: Federico García Lorca, spanischer Lyriker und Dramatiker (* 1899) Der Olivenbaum, bei dem Federico García Lorca erschossen wurde

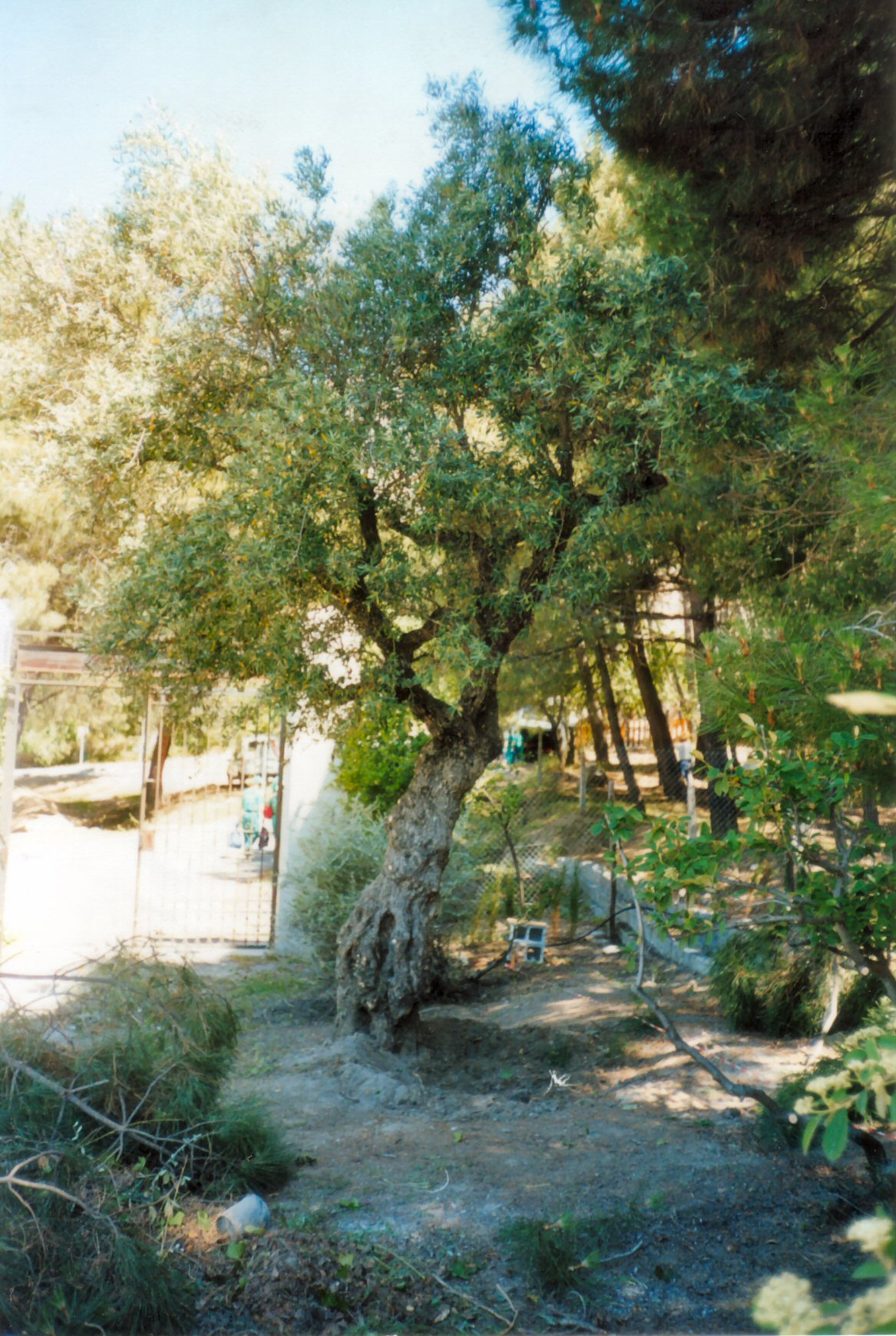
Der Olivenbaum, bei dem Federico García Lorca erschossen wurde

- 21. August: Eugène Dabit, französischer Schriftsteller (* 1898)
- 03. September: Andres Rennit, estnischer Lyriker und Schriftsteller (* 1860)

- 08. Oktober: Valère Bernard, französischer Künstler und Schriftsteller okzitanischer Sprache (* 1860)
- 09. Oktober: Emil Artur Longen, tschechischer Regisseur, Dramaturg, Maler, Autor (* 1885)
- 09. Oktober: Friedrich von Oppeln-Bronikowski, deutscher Schriftsteller und Kulturhistoriker (* 1873)
- 17. Oktober: Samuel Merwin, US-amerikanischer Schriftsteller, Journalist und Drehbuchautor (* 1874)
- 19. Oktober: Lu Xun, chinesischer Schriftsteller (* 1881)
- 30. Oktober: Hildegard Voigt, deutsche Schriftstellerin (* 1856)
- 12. November: Stefan Grabiński, polnischer Schriftsteller und Autor von Horrorliteratur (* 1887)

- 10. Dezember: Luigi Pirandello, italienischer Schriftsteller (* 1867)
- 14. Dezember: Joseph Bloch, Publizist, Herausgeber der Sozialistischen Monatshefte (* 1871)
- 27. Dezember: Mehmet Âkif Ersoy, türkischer Dichter (* 1873)

### Genauer Todestag unbekannt
- Mihran Mardirossian, armenischer Buchhändler und Publizist (* 1870)